# Erynnia setibarba
Erynnia setibarba là một loài ruồi trong họ Tachinidae.